# Vinařice, Mladá Boleslav
Vinařice là một làng thuộc huyện Mladá Boleslav, vùng Středočeský, Cộng hòa Séc.